# Catenicella utriculus
Catenicella utriculus is een mosdiertjessoort uit de familie van de Catenicellidae. De wetenschappelijke naam van de soort is voor het eerst geldig gepubliceerd in 1884 door MacGillivray.